# Burt McKinnie
Burt McKinnie (n. 17 ianuarie 1879, Pleasanton⁠(d), Kansas, SUA – d. 22 noiembrie 1946, Millville⁠(d), New Jersey, SUA) a fost un jucător de golf ce a reprezentat Statele Unite ale Americii, medaliat olimpic. A participat la o ediție a Jocurilor Olimpice (1904) în care a câștigat o medalie de argint și o medalie de bronz.